# Syrrhopodon perangustifolius
Syrrhopodon perangustifolius är en bladmossart som beskrevs av W. D. Reese in W. D. Reese och David Maughan Churchill 1998. Syrrhopodon perangustifolius ingår i släktet Syrrhopodon och familjen Calymperaceae. Inga underarter finns listade i Catalogue of Life.